# San Martín del Castañar
San Martín del Castañar é um município da Espanha na província de Salamanca, comunidade autónoma de Castela e Leão, de área 15,50 km² com população de 270 habitantes (2007) e densidade populacional de 17,99 hab/km².

## Demografia
| Variação demográfica do município entre 1991 e 2004 | Variação demográfica do município entre 1991 e 2004 | Variação demográfica do município entre 1991 e 2004 | Variação demográfica do município entre 1991 e 2004 |
| --------------------------------------------------- | --------------------------------------------------- | --------------------------------------------------- | --------------------------------------------------- |
| 1991                                                | 1996                                                | 2001                                                | 2004                                                |
| 324                                                 | 283                                                 | 285                                                 | 276                                                 |